# Geologie des Death Valley

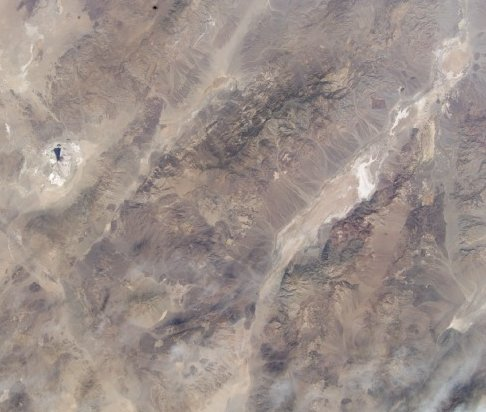
Luftaufnahme des Death und Panamint Valley (NASA). Die elliptische Vertiefung links ist das Becken des Searles Lake, das kleinere Längstal ist Panamint Valley, das größere ist Death Valley. Der Gebirgszug dazwischen ist die Panamint Range, und die Black Mountains begrenzen die andere Seite des Death Valley. In der abflusslosen Senke des Death Valley befindet sich, mit 86 Metern unter NN, der tiefste topographische Punkt Nordamerikas.

Die Geologie des Death Valley kann im Nationalpark Death Valley (Tal des Todes) nachvollzogen werden.
Der Nationalpark umfasst ein Gebiet von 8.367 km², größtenteils in Kalifornien (USA), aber zu einem geringen Teil auch in Nevada. Die stratigraphische Abfolge der Gesteinsschichten und der tektonische Bau des Gebietes spiegelt die lange, abwechslungsreiche und komplexe geologische Entwicklungsgeschichte der Region wider.
Bei den ältesten Gesteinen im Gebiet handelt es sich um Metamorphite und Granite des mittleren und späten Proterozoikums, die diskordant (mit einer regionalen Schichtlücke) von vorwiegend marinen Sedimenten überlagert werden (Pahrump-Gruppe). In den obersten Schichten der Pahrump-Gruppe finden sich Indizien für Gletscher-Ablagerungen, die möglicherweise einer spät-präkambrischen Eiszeit zugeordnet werden können (siehe auch Schneeball Erde).
Beim Auseinanderbrechen des Superkontinents Rodinia drangen damals zunächst schmale Meeresarme auf die kontinentale Kruste vor. Die Ränder dieser Riftzone sanken ab, bis die kontinentale Erdkruste zerbrach und sich der Pazifik zu öffnen begann. Ein Keil aus klastischen Sedimenten sammelte sich an der Basis der versunkenen Schelfränder und begrub die ersten komplexen Fossilien der Region. Darüber lagerte sich vor rund 550 Millionen Jahren eine Karbonatplattform ab, die für die nächsten 300 Millionen Jahre im Paläozoikum existierte.
Der passive Kontinentalrand wandelte sich im frühen und mittleren Mesozoikum in einen aktiven Rand um, als sich die pazifische Farallonplatte unter die nordamerikanische Platte schob (Subduktion). Es folgte eine lange Epoche des Vulkanismus und der Gebirgsbildung (Orogenese) entlang der nordamerikanischen Westküste. Im Gebiet des Death Valley produzierte die viele Millionen Jahre anhaltende Erosion der herausgehobenen Gesteinsschichten eine relativ unstrukturierte Ebene.
Die erneute Ausdünnung der Kruste unter dem westlichen Nordamerika begann vor etwa 16 Millionen Jahren, vermutlich durch das Emporquellen von Magmen über der vom nordamerikanischen Kontinent überfahrenen Spreizungszone der Farallonplatte. Dieser Prozess hält bis in die Gegenwart an und erzeugte nicht nur die tektonischen Horste und Gräben der Basin and Range-Provinz, sondern setzte auch Lava frei. Vor zwei oder drei Millionen Jahren erreichte der Ausdünnungsprozess auch das Gebiet des heutigen Nationalparks, riss es auseinander, und erzeugte das Death Valley, das Panamint Valley und die umliegenden Gebirgszüge. Diese Täler füllten sich teilweise mit Sedimenten und, während der feuchten Eiszeiten, auch mit Seen. Der größte dieser Seen ist der Lake Manly. Vor 10.500 Jahren wurden die Seen zunehmend vom Schmelzwasser der Gletscher in der Sierra Nevada abgeschnitten, woraufhin sie austrockneten und nur noch Salze und Mineralien zurückblieben. Die heutige Wüstenlandschaft entstand, nachdem die Seen vertrocknet waren.

## Tektonische und sedimentäre Entwicklung im Präkambrium

### Der protozeroische Komplex

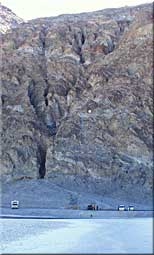
1,8 bis 1,7 Milliarden Jahre alte metamorphe Gesteine in den Black Mountains oberhalb von Badwater (Ray Nordeen, NPS)

Über die ursprüngliche Beschaffenheit der ältesten Gesteine im Gebiet ist nur wenig bekannt, da sie später unter dem Druck überlagernder Schichten und der Hitze des Erdinneren eine starke Gesteinsumwandlung (Metamorphose) durchmachten. Aus den ursprünglichen quarz- und feldspatreichen Sedimenten und magmatischen Gesteinen bildeten sich dunkelgraue, fast merkmalsfreie Glimmerschiefer und Gneise. Radiometrische Messungen ergaben ein Metamorphosealter von über 1700 Millionen Jahren und datieren sie somit in das ausgehende Paläoproterozoikum.
Vor 1400 Millionen Jahren drang in diesen Kristallin-Komplex eine große Granitmasse (Intrusion) ein, die sich heute in den Panamint Mountains befindet. Daneben sind Gesteinsgänge aus Pegmatit und weit auseinander liegende Granitintrusionen an der dem Death Valley zugewandten Seite der Black Mountains zu sehen (aufgeschlossen), sowie in den Talc and Ibex Hills.
Anschließend wurden die metamorphosierten Gesteine (wahrscheinlich mitsamt den überlagernden Sedimenten eines flachen Meeres) angehoben, und 500 Millionen Jahre lang unterlag die Region der Erosion. Hierdurch entstand eine ausgedehnte Schichtlücke (Diskordanz), in der die herausgehobenen Gesteine abgetragen, und keine neuen Sedimente abgelagert wurden.

### Die Pahrump-Gruppe
Die Pahrump-Gruppe ist mehrere hundert Meter dick und lagerte sich vor 1300 bis 800 Millionen Jahren über der proterozoischen Erosions-Diskordanz ab. Sie besteht (von unten nach oben) aus:
- Crystal Springs Formation
- Beck Spring Dolomite
- Kingston Peak Formation

Aufschlüsse dieser Gruppe sind heute in einem stark metamorphosierten Gürtel zu sehen, der sich von den Panamint Mountains bis zum östlichen Teil der Kingston Range erstreckt, inklusive eines Gebiets in der Nähe von Ashford Mill.

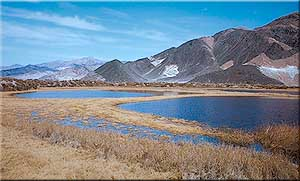
Blick nach Norden über die Saratoga Spring Teiche. Die Hügel bestehen aus spät-präkambrischen Gesteinen der Pahrump-Gruppe. Der weiße Streifen aus Talk entstand durch die Reaktion von Dolomit mit dem umgebenden schwarzen Diabas, der zwischen die Sedimentschichten der Crystal Spring Formation eingedrungen ist (unten links sichtbar). Das Quellwasser steigt an einer geologischen Störung auf und wird durch angrenzende Dünen gestaut. (NPS Archivbild)

Die Arkose-Konglomerate und die Tonsteine der unteren Crystal Spring Formation entstanden aus schlammigen Ablagerungen, die von Flüssen aus dem Hochland heran transportiert wurden. Später drang ein flaches Meer auf das Land vor (Transgression) und hinterließ dicke Schichten aus Kalkschlamm mit zahlreichen Algen-Kolonien, die als Algenmatten oder Stromatolithe bezeichneten werden. Daraus wurden die Dolomite und Kalksteine im mittleren Teil der Crystal Spring Formation. Der obere Teil besteht aus Schluffstein und Sandstein, die die älteren Schichten unter sich begruben. Ausgedehnte Diabas-Gänge drangen dann schichtparallel ober- und unterhalb der Karbonatgesteine ein (diese Form von Intrusionen wird als Lagergang oder Sill bezeichnet). Die Hitze des unteren Sills, der eine Ausdehnung von einigen hundert Quadratkilometern hat, wandelte die Karbonate durch thermischen Zerfall in wirtschaftlich nutzbaren Talk um.
Die Region des Death Valley wurde danach wieder über den Meeresspiegel angehoben, wodurch es zur erneuten Ablagerung terrestrischer Sedimente kam. Nach dem erneuten Absinken bildete sich eine Abfolge von Karbonatbänken, die wieder mit Stromatolithen bedeckt waren, die heutigen Beck Spring Dolomite. Die Gesteine der Beck Spring Formation und der darunterliegenden Crystal Spring Formation zerbrachen später in einzelne Schollen und waren im späten Proterozoikum erneut der Erosion ausgesetzt. Die großen Basins zwischen den höher gelegenen Gebieten wurden mit Konglomeraten (abgerundete Gesteinsbrocken und Kiesel in einer sandig-schlammigen Grundmasse) überzogen, die heute als Kingston Peak Formation bekannt sind. Diese Formation ragt besonders in der Nähe von Wildrose, Harrisburg Flats und Butte Valley hervor.
Ein Teil der Kingston Peak Formation ähnelt wegen der schlechten Sortierung seiner Komponenten einem Gletscher-Geschiebe und gilt deshalb als Diamiktit. In anderen Teilen finden sich große isolierte Felsblöcke, die in ganz andersartige feinkörnige Sedimentgesteine, wie Sand- oder Schluffstein, eingebettet sind. Hierbei handelt es sich um Blöcke, die an der Unterseite treibender Gletscher transportiert wurden, und nach dem Abtauen in die unverfestigten Sedimente auf dem See- oder Meeresboden fielen (englisch: dropstone). Ähnliche Ablagerungen aus der gleichen Periode (vor 700 bis 800 Millionen Jahren) findet man weltweit. Geologen vermuten deshalb, dass die Welt zu dieser Zeit von einer schweren Eiszeit betroffen war, vielleicht der stärksten in der geologischen Geschichte überhaupt. Die jüngsten Gesteine in der Pahrump-Gruppe bestehen aus basaltischer Lava.

## Der Superkontinent Rodinia zerbricht und der Pazifik öffnet sich

### Ausdünnung der Kruste und erste Bruchspaltenbildung

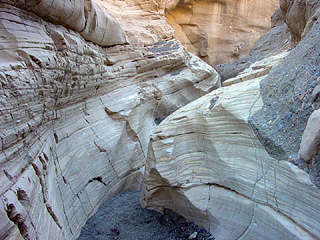
Die spät-präkambrische Noonday Formation wurde im Mosaic Canyon durch wiederholte Wasserfluten ausgekolkt. (Foto der USGS)

Während sich die Erde noch in einer schweren Eiszeit befand, begann der damalige Superkontinent Rodinia zu zerbrechen. Das verantwortliche Riftsystem bestand wahrscheinlich aus drei einzelnen Grabenbrüchen, die sich in einem gemeinsamen Zentrum vereinigten (Drillingsstruktur, oder Triple Junction). Die beiden Arme, aus denen sich später der Pazifische Ozean entwickeln würde, erweiterten sich immer mehr und wurden immer tiefer. Der dritte Arm, das Amargosa Rift, „schlief wieder ein“, wie es bei Drillingsstrukturen oft vorkommt, und konnte den Kontinent nicht weiter zerteilen.
Die erste Formation, die das vordringende Meer über der absinkenden und sich ausdünnenden kontinentalen Kruste im Death Valley Gebiet ablagerte, waren die Noonday Dolomite. Sie entstanden aus mit Algen bedeckten Karbonatbänken. Heute sind sie bis zu 300 m mächtig und bilden häufig helle gelb-graue Klippen. Die Karbonatbänke wurden bald mit dünnen Schichten von Silt und Kalkschlamm bedeckt, die zu den harten Schluff- und Kalksteinen der Ibex Formation wurden. Ein guter Aufschluss sowohl der Noonday als auch der darüberliegenden Ibex Formation ist östlich von Ashford Mill zu sehen.
Unterhalb der Noonday Formation besteht eine Diskordanz, die von Süden nach Norden immer ältere Gesteine betrifft (Winkeldiskordanz). Im nördlichsten Teil wurde schließlich sogar die Pahrump-Gruppe vollständig abgetragen und die Noonday Formation liegt dort direkt auf dem proterozoischen Kristallin-Komplex.

### Bildung eines Passiven Kontinentalrands
Als sich der Pazifik im späten Proterozoikum und frühen Paläozoikum immer weiter öffnete, zerbrach die kontinentale Kruste vollständig und ein echtes Ozeanbecken entwickelte sich im Westen. Eine flache Küstenlinie mit einem ausgedehnten Schelfrand, und ohne Vulkane, die der heutigen Atlantikküste der USA ähnelte, lag östlich des heutigen Las Vegas. Alle früher gebildeten Formationen wurden nun entlang einer steilen Front entzweigeschnitten. Ein Keil von klastischen Sedimenten sammelte sich am Fuß der beiden untermeerischen Abbruchkanten, und es begann die Bildung zweier sich gegenüberliegenden Schelfränder.
Folgende Formationen entwickelten sich aus den Sedimenten, die sich in diesem Keil anhäuften (von älteren zum jüngeren):
- Johnnie Formation (vielfarbige Schiefer)
- Stirling Quartzite
- Wood Canyon Formation
- Zabriskie Quartzite

Die Stirling, Wood Canyon und Zabriskie Einheiten sind zusammen rund 1800 Meter mächtig und bestehen aus stark verfestigten Sandsteinen und Konglomeraten. Bevor sie in die heutige Lage verkippt wurden, waren die vier Formationen ein fünf Kilometer dickes Paket aus Schlamm und Sand, der sich langsam am küstennahen Ozeanboden ansammelte.
Die sandige Wood Canyon Formation enthält die ersten bekannten komplexen Fossilien der Death Valley Region. Die frühesten (äußerst seltenen) Lebewesen sind jedoch weit westlich des Death Valley Gebietes zu finden, nämlich in kalkhaltigen Tonsteinen, die sich bereits zeitgleich mit den Stirling Quarziten vor der Küste abgelagert hatten. Die Entwicklung der Lebewesen beschleunigte sich zur Zeit der Wood Canyon Formation. Hier entdeckte man Lebewesen der Ediacara-Fauna, Trilobiten, Archaeocyathiden sowie eine Unzahl von Wurmröhren und rätselhafte Spuren, sowie Grabgänge von primitiven Stachelhäutern. In den späten Sedimenten der Wood Canyon Formation erscheinen die ersten Tiere mit dauerhaften Schalen. Hiermit eröffnen sie die erste reichhaltige fossile Periode, das Kambrium (siehe auch Kambrische Explosion). Gute Aufschlüsse dieser drei Formationen sind an der Nordseite des Tucki Mountain in den nördlichen Panamint Mountains aufgeschlossen.
Die Nebenstraße zum Aguereberry Point durchquert nacheinander die schieferhaltige Johnnie Formation, die weißen Stirling Quartzite und die dunklen Quarzgesteine der Wood Canyon Formation. Am Aussichtspunkt selbst neigt sich das helle Band der Zabriskie Formation zum Death Valley hinab. Teile dieser Abfolge treten auch zwischen Death Valley Buttes und Daylight Pass, im oberen Echo Canyon, und westlich von Mare Spring im Titus Canyon hervor.

### Ein Karbonatschelf entsteht
Die sandigen Schlammschichten wurden vor rund 550 Millionen Jahren von einer Karbonatplattform überdeckt, die während der nächsten 300 Millionen Jahre hindurch existierten sollte. Die Sedimente sammelten sich auf dem langsam absinkenden Schelf während des ganzen verbleibenden Paläozoikum und bis in das frühe Mesozoikum hinein. Die Erosion hatte die benachbarten Teile des Festlandes damals dermaßen abgeflacht, dass die Flüsse keine großen Mengen von Sand und Silt mehr anschwemmen konnten. Zu dieser Zeit war das Death Valley Gebiet zehn bis zwanzig Grad vom paläozoischen Äquator entfernt. Die Kombination aus warmem, sonnigem Klima und klarem, trübefreiem Wasser förderte nun die reiche Produktion biogener Karbonate. Allerdings wurde die Sedimentation von karbonatreichen Schichten immer wieder einmal von Perioden der Landanhebung unterbrochen. Dabei entstanden (in der Reihenfolge der Ablagerung):
- Carrara Formation
- Bonanza King Formation
- Nopah Formation
- Pogonip Group

Diese Sedimente verfestigten sich zu Kalkstein und Dolomit, nachdem sie unter weiteren Sedimenten begraben und verdichtet wurden. Die mächtigste dieser Einheiten ist die dolomitische Bonanza King Formation, die die dunkel und hell gestreiften Hänge des Pyramid Peak bildet, sowie die Schluchten des Titus und Grotto Canyon.
In einer Zwischenperiode im mittleren Ordovizium (vor rund 450 Millionen Jahren) bedeckte eine quarzreiche Sandschicht einen großen Teil des Festlands, nachdem die obigen Einheiten abgelagert waren. Dieser Sand verhärtete sich zu Sandstein und metamorphosierte später in den 120 m mächtigen Eureka-Quartzit. Dieses große weiße Zwischenlage aus ordovizischem Gestein ragt nahe der Rennpiste am Gipfel des Pyramid Peak hervor und hoch auf der Ostseite des Tucki Mountain. Man kennt keine amerikanische Quelle für den Eureka-Sand, der einst einen 390.000 km² breiten Gürtel von Kalifornien bis Alberta (Kanada) bedeckte. Möglicherweise wurde er von Meeresströmungen entlang der Küste von einem erodierenden Sandstein-Terrain in Kanada nach Süden gespült.
Danach setzte die Ablagerung von Karbonatsedimenten wieder ein und ging bis in die Trias weiter. Vier Formationen entstanden in dieser Zeit (von alt nach jung):
- Ely Springs Dolomite
- Hidden Valley Dolomite
- Lost Burro Formation
- Tin Mountain Limestone

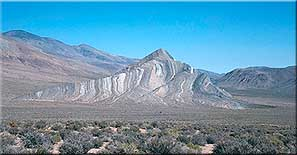
Der „gestreifte“ Zeugenberg im Butte Valley zeigt steil verkippte Kalkstein-Schichten der permischen Anvil Spring Formation. Eine regionale Verwerfung hinter dem Zeugenberg trennt ihn von den präkambrischen Gesteinen der Noonday und Johnnie Formation, die rund 500 Millionen Jahre älter sind. (Foto der USGS)

Eine weitere Unterbrechung ereignete sich innerhalb des Karbon und Perm (Geologie), als während der Erosion der Hochländer im nördlichen und zentralen Nevada vor 350 bis 250 Millionen Jahren sporadische Schlammschübe nach Süden in das Gebiet des Death Valley geschwemmt wurden.
Auch wenn sich die geographischen Details während dieser enormen Zeitspanne änderten, verlief die nordöstliche Küstenlinie im Allgemeinen von Arizona hinauf nach Utah. Eine mehr als 160 km breite marine Karbonatplattform erstreckte sich nach Westen bis zu einem Randsaum von Riffen vor der Küste. Kalkschlamm und Sand, der durch den Sturm von den Riffen und der Plattform abgetragen wurde, sammelte sich am ruhigeren Meeresboden in einer Wassertiefe von rund 30 m. Die Karbonate des Death Valley scheinen alle drei Bildungsmilieus zu repräsentieren, die sich aus der zeitlichen Entwicklung eines Riffsaums ergeben: das Becken hangabwärts vor dem Riff, das Riff selbst und die Plattform hinter dem Riff.
Insgesamt sind die acht Formationen und die eine Gruppe 6.100 m mächtig. Sie sind unter einem Großteil der Cottonwood, Funeral, Grapevine und Panamint-Gebirgsketten erhalten. Gute Aufschlüsse sind in den südlichen Funeral Mountains außerhalb des Parks und im Butte Valley innerhalb des Parks zu sehen. Der Eureka-Quartzit erscheint als ein relativ dünnes, fast weißes Band mit der grauen Pogonip Group darunter und dem fast schwarzen Ely Springs Dolomit darüber. Alle Schichten sind häufig durch Abschiebungen versetzt.

## Der passive Kontinentalrand wandelt sich zu einem aktiven Rand
Im mittleren Mesozoikum kehrte sich die relative Bewegung der pazifischen Platte gegenüber der nordamerikanischen Platte um. Der westliche Rand des Kontinents wurde nun zunehmend gegen die ozeanische Platte gedrückt, bis Letztere schließlich längs einer Tiefseerinne unter dem Kontinent zu versinken begann (Subduktion). An dem ehemals passiven Kontinentalrand wurden die Gesteine auf der ganzen Länge des flachmarinen Schelfs unter der zunehmenden Kompression  zu Gebirgen angehoben. Die abgetauchte ozeanische Kruste wurde in der Hitze des Oberen Mantels aufgeschmolzen. Die daraus entstehenden vulkanischen Magmen stiegen auf, durchbrachen die überlagernde kontinentale Kruste, und speisten eine Kette von Vulkanen parallel zur Tiefseerinne. Es bildeten sich Lavaströme mit hunderten von Metern Mächtigkeit, und die Küstenlinie verschob sich mehr als 300 km nach Westen.
Auf diese Weise entstand der Sierra-Bogen, auch mesozoischer magmatischer Kordilleren-Bogen genannt. Große Mengen von granitischem Magma (Plutone) stiegen in der Umgebung des Death Valley auf, wie der Sierra Nevada Batholith im Westen. Der seitliche Druck führte zur Einengung des Kontinentalschelfs, und ältere Schichten wurden an starken tektonischen Störungen schließlich sogar über jüngere Einheiten geschoben.

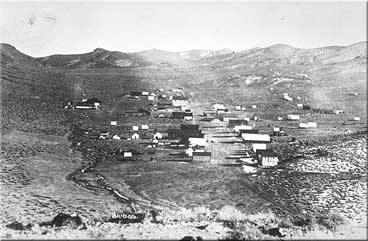
Die Stadtanlage von Skidoo (1906)

Die Plutone, die man von den unausgebauten Straßen am Westrand des Nationalparks aus sehen kann, stammen aus dem Jura und der Kreide. Einer dieser relativ kleinen Granitplutone drang vor 67 bis 87 Millionen Jahren ein und erzeugte eine der profitableren Lagerstätten von Edelmetall in der Gegend. Dies führte zur Errichtung Stadt und der Minen von Skidoo. Verglichen mit den größeren Goldfeldern in Kalifornien, westlich der Sierra Nevada, waren die hiesigen Gold-Lagerstätten jedoch relativ unbedeutend.
Im Death Valley befinden sich weitere erstarrte Magma-Intrusionen unter den Owlshead Mountains und am westlichen Ende der Panamint Mountains. Überschiebungen sind am Schwaub Peak im südlichen Teil der Funeral Mountains zu sehen.
Diese lange Periode der Anhebung und Erosion sorgte für eine regionale Diskordanz. Sedimente, die im Death-Valley-Gebiet abgetragen wurden, wurden von Wind und Wasser nach Osten und Westen verfrachtet. Die östlichen Sedimente landeten schließlich in Colorado und sind heute berühmt für ihre Dinosaurier-Fossilien. Abgesehen von einigen (möglicherweise jurassischen) Vulkaniten rund um Butte Valley fand von der Zeit des Jura bis in das Eozän keine Sedimentbildung im Death Valley Gebiet statt. Große Teile der zuvor abgelagerten Formationen wurden möglicherweise durch Ströme abgetragen und trugen zur Sedimentation in dem kreidezeitlichen Meeresarm bei, der Nordamerika damals im Osten der Länge nach durchzog.

## Tektonische und sedimentäre Entwicklung im Tertiär und Quartär

### Entstehung einer Schwemmebene
Nachdem 150 Millionen Jahre des Vulkanismus, Plutonismus, Metamorphismus und Überschiebung vergangen waren, war das frühe Tertiär (vor 65 bis vor 30 Millionen Jahren) eine Zeit der Ruhe. Weder Vulkan- noch Sedimentgesteine sind in der Gegend des Death Valley aus dieser Zeit bekannt. Die Erosion schuf über viele Millionen Jahre hinweg eine relativ unstrukturierte Ebene. Die Sedimentation begann erst wieder vor 35 Millionen Jahren im Oligozän, in Gestalt einer Schwemmebene. Träge Ströme mäanderten über die Ebene und hinterließen Geröll, Sand und Schlamm. Aufschlüsse der daraus entstandenen Konglomerate, Sand- und Schlammsteine der Titus Canyon Formation sind in Straßenanschnitten am Daylight Pass zu sehen, die in der Nähe des Passes zur Nevada State Route 374 wird.

### Erneute Krustenausdünnung, Gräben und Horste (Basin and Range)

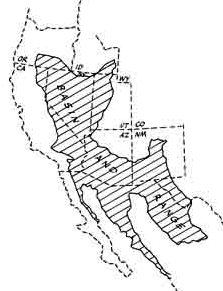
Volle Ausdehnung der Basin and Range Provinz (Abbildung der NPS)

Vor rund 16 Millionen Jahren (Miozän) begann sich ein großer Teil der nordamerikanischen Platte seitlich auszudehnen, da sie buchstäblich auseinandergezogen wurde. Dieser Vorgang dauert bis heute an. Die Gründe für die Ausdünnung sind noch immer umstritten, aber nach der zunehmend beliebten „Slab-Gap“-Hypothese (Plattenspalten-Hypothese) ist die ehemalige Spreizungszone der Farallonplatte auch heute noch aktiv, obwohl sie bereits vom nordamerikanischen Kontinent überfahren und subduziert wurde. Wie auch immer, das Resultat ist eine große und immer noch wachsende Region mit einer relativ dünnen kontinentalen Kruste.
Während sich tief gelegene Gesteine unter seitlichem Zug plastisch ausdehnen können, wie feuchter Kitt, zerbrechen die Gesteine näher an der Oberfläche entlang von Abschiebungen. Die abgesunkenen Schollen bilden die Böden von tektonischen Gräben, die sich meist als topographische Senken (basins) darstellen. Die stehen gebliebenen Schollen (Horste) treten dann als kleinere Gebirgszüge (ranges) hervor, die parallel zueinander an beiden Seiten des Grabens verlaufen. Englischsprachige Geologen nennen diese Region deshalb Basin and Range. Normalerweise ist die Zahl der Horste und Gräben begrenzt, aber hier gibt es Dutzende solcher Strukturen, die alle grob in Nord-Süd-Richtung verlaufen. Vom Osten der Sierra Nevada durch fast ganz Nevada sowie ins westliche Utah und südliche Idaho liegt eine Horst-und-Graben-Struktur hinter der anderen.
Die Gesteine der späteren Panamint Range lagerten wahrscheinlich einst über den Gesteinen, die heute in den Black Mountains und Cottonwood Mountains aufgeschlossen sind. Im Laufe von vielen Millionen von Jahren erhob sich das Gebiet der Black Mountains relativ zu seiner Umgebung, und die überlagernden Gesteine rutschten entlang von flachen Abschiebungen nach Westen ab. Vor rund sechs Millionen Jahren glitten wohl auch die Gesteine der Cottonwood Mountains nach Nordwesten von der Panamint Range ab. Außerdem gibt es Anzeichen dafür, dass die Gesteine der Grapevine Mountains von den Funeral Mountains abgeglitten sein könnten. Einige Geologen glauben jedoch, dass die Gesteine in den heutigen Gebirgsketten ursprüngliche nicht übereinander, sondern eher nebeneinander lagen. Die sich ausweitenden Gräben und Horste begannen das Gebiet des Death Valley vor etwa drei Millionen Jahren im Pliozän auseinanderzuziehen, und vor rund zwei Millionen Jahren sanken schließlich auch das Death Valley und das Panamint Valley ein.

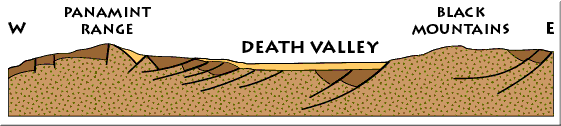
Das tiefe Becken des Death Valley ist mit Sedimentgestein (hellgelb) aus den umliegenden Bergen gefüllt. Die schwarzen Linien zeigen einige der großen Abschiebungen, die das Tal geformt haben. (Bild der USGS)

Verkompliziert wird dieses Bild durch die rechts-laterale Bewegung entlang von Blattverschiebungen (englisch: strike-slip faults). Hierbei handelt es sich um Verwerfungen, bei denen sich die benachbarten Gesteinsblöcke in der Verwerfungszone seitlich aneinander vorbei schieben, so dass ein hypothetischer Beobachter, der auf einem der beiden Blöcke stünde, den anderen Block nach rechts wandern sähe. Wahrscheinlich entstanden sie durch Spannungskräfte, die mit der nordwestlichen Bewegung der pazifischen Platte entlang der San-Andreas-Verwerfung im Westen der Region in Verbindung stehen. Sehr oft haben solche Verwerfungen aber nicht nur eine laterale, sondern auch eine vertikale Bewegungskomponenten, so dass sie gleichzeitig Blattverschiebungen und Abschiebungen darstellen.
Für die besonders weite Ausdehnung und das starke Absinken des Death Valley ist jedoch außerdem die links-laterale Blattverschiebung entlang der Garlock-Verwerfung südlich des Parks verantwortlich. (Die Garlock-Verwerfung trennt die Sierra Nevada von der Mojave-Wüste.) Diese spezielle Verwerfung zieht die Panamint Range nach Westen, wodurch der Death-Valley-Graben am Fuß der Black Mountains entlang der Furnace-Creek-Verwerfung noch weiter absinkt. Auf diese Weise entstand bei Badwater der tiefste topographische Punkt auf dem trockenen Festland in der westlichen Hemisphäre.

### Vulkanismus und Talaufschüttung

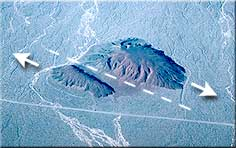
Der weniger als 300.000 Jahre alte Split Cinder Cone entstand aus Magma, das an einer Verwerfungslinie aufstieg. Diese Verwerfung hat sich seitdem rechts-lateral bewegt und den kleinen Vulkan entzweigerissen. (Foto von Tom Bean, NPS)

Im Zusammenhang mit der Krustendehnung kam es in der Zeit von vor 12 Millionen Jahren bis vor 4 Millionen Jahren auch zu magmatischer Aktivität.
Im Untergrund erstarrten magmatische Intrusionen (Plutone), an der Oberfläche entstanden extrusive Vulkangesteine. Basaltische Magmen stiegen an Verwerfungslinien zur Oberfläche auf und führten zur Eruption von Schlackenkegeln, wie dem Split Cinder Cone, sowie zu Lavaflüssen. Bei anderen Gelegenheiten überhitzte das Magma unter der Oberfläche das Grundwasser, bis es explodierte, wobei Krater und Tuffringe wie der rund 2000 Jahre alte Ubehebe Crater im Norden des Parks entstanden (siehe auch Maar).
Einige Seen entstanden bereits vor der Ausdehnung des Gebiets. Der wichtigste von ihnen war der Furnace Creek Lake, der vor fünf bis neun Millionen Jahren in einem trockenen Klima existierte (allerdings nicht so trocken wie heute). Die daraus resultierende Furnace-Creek-Formation besteht aus Sedimenten am Seegrund, die sich aus salzhaltigem Schlamm, Kies von den benachbarten Bergen und Asche aus den zu dieser Zeit aktiven Vulkanen der Black Mountains zusammensetzen. Heute sind sie in den Badlands am Zabriskie Point zu sehen.
Die Sedimente, die sich nach der Entstehung der Death-Valley- und Panamint-Valley-Gräben aus dem Material bildeten, dass in den umgebenden Horsten erodiert wurde, häufen sich auch heute noch in ebendiesen Tälern an. Die Menge der abgelagerten Sedimente ist dabei in etwa proportional zur Absenkung, wodurch die Höhenlage des Talbodens im Laufe der Zeit ungefähr gleich geblieben ist.
Vor etwa zwei bis drei Millionen Jahren, im Pleistozän, dehnten sich kontinentale Eisdecken von den Polargebieten auf niedrigere Breitengrade aus (blieben aber immer weit nördlich der Death-Valley-Region) und lösten eine Reihe von Eiszeiten aus. In der benachbarten Sierra Nevada bildeten sich alpine Gletscher. Auch wenn diese Gletscher nicht bis in das Death Valley vordrangen, so bewirkte das kältere und feuchtere Klima, dass Flüsse ganzjährig durch die Täler der Region flossen. Da die meisten Täler durch Verwerfung und nicht durch Flusserosion entstanden sind, besitzen sie oft keine Abflüsse, so dass sie sich gegebenenfalls mit Wasser füllen, bis es ins nächste Tal überfließt. Deshalb waren der Osten Kaliforniens, ganz Nevada und der Westen Utahs während des regnerischen Klimas der Eiszeiten von großen Seen bedeckt, die durch längliche Inseln (die heutigen Gebirgszüge) voneinander getrennt waren.

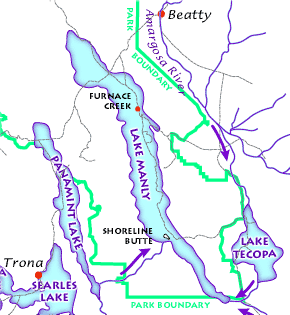
Das System des Lake Manly, wie es während seiner größten Ausdehnung vor 22.000 Jahren ausgesehen haben könnte. Die Pfeile zeigen die Richtung der Flüsse, die grauen Linien sind heutige Highways und die roten Punkte Städte. (Bild der USGS)

Lake Manly, der See, der das Death Valley noch vor 10.500 Jahren füllte, war der letzte in einer Reihe von Seen, die vom Amargosa River und vom Mojave River, vielleicht auch vom Owens River versorgt wurden. Er war außerdem der niedrigste Punkt im Einzugsgebiet des Großen Beckens. Auf dem Höhepunkt während der großen Eiszeit vor rund 22.000 Jahren war der Lake Manly 187 m tief, 15 – 16 km breit und 145 km lang. Aber die Salzpfannen auf dem Grund des Tals bildeten sich aus dem 10 m tiefen Recent Lake, der erst vor wenigen Tausend Jahren austrocknete und wahrscheinlich durch die so genannte „kleine Eiszeit“ entstanden war. Der Devil’s Golf Course bildet einen kleinen Teil dieser Salzpfanne, das Badwater Basin einen weiteren. Das Panamint Valley besaß einen eigenen See, den Geologen Lake Panamint nennen. Alte, schwache Strandlinien des Lake Manly sind auf einer ehemaligen Insel im See namens Shoreline Butte zu sehen.
Während sich die flankierenden Gebirgszügen erhoben, wurde auch das Gefälle der Ströme stärker. Diese schnelleren Ströme sind die meiste Zeit des Jahres trocken, haben aber dennoch echte Flusstäler, Canyons und Schluchten in die Gesteine geschnitten, die dem Death Valley und Panamint Valley gegenüberliegen. In dieser trockenen Umgebung bilden sich an den Flussmündungen Schwemmkegel. Sehr große Schwemmkegel vereinigten sich entlang der Panamint Range zu sogenannten bajadas (Schwemmlandebenen). Auf Grund der größeren Anhebung bildeten sich entlang der Black Mountains jedoch viel kleinere Schwemmkegel, da alte Kegel unter den so genannten playa-Sedimenten begraben werden (Salztonebenen), ehe sie wachsen können. An der Mündung solcher Ströme findet man häufig Schlitz-Canyons, an denen sich wiederum V-förmige Schluchten befinden. Angesichts dieser Form nennt man sie auch „Weinglas-Canyons“.

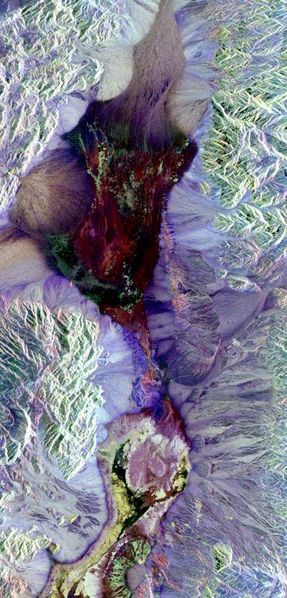
Dieses Radarbild in Fehlfarben zeigt das zentrale Death Valley und die verschiedenen Oberflächen in diesem Gebiet. Der Radar reagiert auf die Rauheit der Oberfläche, wobei raue Flächen heller als glatte erscheinen. Daher erscheinen die Berge hell und die sedimentgefüllten Täler dunkel. Rechts außen sieht man den Schwemmkegel von Furnace Creek (grün) und in der Mitte die Sanddünen in der Nähe von Stove Pipe Wells. (Foto der NASA)

## Tabelle der Formationen
| System          | Serie                               | Formation                                      | Petrologie und Dicke | charakteristische Fossilien |
| --------------- | ----------------------------------- | ---------------------------------------------- | --- | --- |
| Quartär         | Holozän                             |                                                | Kies; Sand und Salz auf dem Grund der Salztonebene, weniger als 30 m dick | |
|                 | Pleistozän                          |                                                | Kies; Sand und Salz unter dem Grund der Salztonebene, vielleicht 600 m dick | |
|                 |                                     | totes Konglomerat                              | zementierter Kies mit eingebetteter basaltischer Lava, Kies mit Kalzit (mexikanisches Onyx) durchdrungen; vielleicht 300 m dick | Kieselalgen, Pollen |
| Tertiär         | Pliozän                             | Furnace Creek Formation                        | zementierter Kies, silt- und salzhaltige Ablagerungen in der Salztonebene; diverse Salze (v. a. Borate); mehr als 1500 m dick | kaum |
|                 | Miozän                              | Artist Drive Formation                         | zementierter Kies, Ablagerungen in der Salztonebene, viel vulkanisches Geröll; vielleicht 1500 m dick | kaum |
|                 | Oligozän                            | Titus Canyon Formation                         | zementierter Kies, Ablagerungen aus Bächen; 900 m dick | Wirbeltiere, Titanotheres usw. |
|                 | Eozän und Paläozän                  |                                                | Granit und Vulkangestein dringen ein; keine bekannten Sedimentablagerungen | |
| Kreide und Jura |                                     | nicht repräsentiert, da das Gebiet erodierte   | | |
| Trias           |                                     | Butte Valley Formation of Johnson (1957)       | Metasedimente und Vulkangestein; 2500 m dick | Ammoniten, weichschalige Armfüßer, Belemniten und Hexakorallen                                                                                |
|                 | Pennsylvanium und Perm              | Formationen an der Ostseite des Tucki Mountain | Konglomerat, Kalkstein und etwas Schiefer. Das Konglomerat enthält Kalkstein, der Kalkstein und Schiefer enthalten kugelförmige Kieselerde. Dicke durch Verwerfungen unsicher, geschätzt mehr als 900 m, Oberfläche erodiert | Fusulinide, v. a. Fusulinella |
| Karbon          | Mississippium und Pennsylvanium     | Rest Spring Shale                              | vor allem Schiefer, etwas Kalkstein; kugelförmige Kieselerde; Dicke durch Verwerfungen unsicher, geschätzt 230 m | |
|                 | Mississippium                       | Tin Mountain Limestone und jüngerer Kalkstein  | Tin Mountain: schwarzer Kalkstein, unten dünnere Schichten als oben (300 m dick) namenlose Formation: ungefähr gleich viel Kalkstein und Kieselerde (221 m dick) | diverse Armfüßer, Korallen, Haarsterne |
| Devon           | mittleres und oberes Devon          | Lost Burro Formation                           | Kalkstein in hellen und dunklen, 0,3 - 3 m dicken Schichten sorgen für einen gestreiften Effekt am Berg. Zwei Quarz-Schichten am unteren Ende (jede etwa 1 m dick), diverse Sandstein-Schichten oberhalb (240 - 300 m dick). Die oberen 60 m bestehen aus Kalkstein und Quarz. Die totale Dicke ist wegen Verwerfung unsicher, geschätzt 600 m. | Armfüßer, v. a. Spirifer, Cyrtospirifer, Productilla, Carmarotoechia und Atrypa. Außerdem Stromatoporen.                                      |
| Silur und Devon | Silur und unteres Devon             | Hidden Valley Dolomite                         | feines Dolomit in dicken Schichten, hauptsächlich hell. Dicke 90 - 430 m. | Haarsterne, auch große Arten. Favositen. |
| Ordovizium      | oberes Ordovizium                   | Ely Springs Dolomite                           | massiver, schwarzer Dolomit; 120 - 240 m dick | Streptelasmatide Korallen (Grewingkia, Bighornia) und Armfüßer                                                                                |
|                 | mittleres und oberes (?) Ordovizium | Eureka Quartzite                               | massiver Quarz, mit dünneren Schichten oben und unten; 105 m dick | |
|                 | unteres und mittleres Ordovizium    | Pogonip Group                                  | Dolomit mit etwas Kalkstein unten und Schiefer in der Mitte; 460 m dick | große Schnecken im oberen Teil (Pallisera und Maclurites, verwandt mit Receptaculites), unten Protopliomerops, Kirkella und Orthidae-Armfüßer |
| Kambrium        | oberes Kambrium                     | Nopah Formation                                | Schiefer mit vielen Fossilien in den unteren 30 m, die oberen besteht aus abwechselnd hellen und dunklen Dolomit-Schichten (je 30 m dick); insgesamt 365 - 457 m dick. | im oberen Teil Schnecken, unten Überreste von Trilobiten (u. a. Elburgis, Pseudagnostus, Horriagnostris, Elvinia, Apsotreta).                 |
|                 | mittleres und oberes Kambrium       | Bonanza King Formation                         | hauptsächliche dicke Schichten von trockenem, massivem, dunklem Dolomit, dünne Kalkstein-Schicht (150 m dick) 300 m unterhalb der Spitze, zwei braune Schiefer-Schichten. Totale Dicke durch Verwerfungen unsicher, geschätzt 900 m in Paramint Range und 600 m in den Funeral Mountains                                                        | Die Schieferschicht in der Mitte enthält Linguid-Armfüßer und Überreste von Trilobiten (u. a. Ehmaniella).                                    |
|                 | unteres und mittleres Kambrium      | Carrara Formation                              | abwechselnd Schiefer und Silt mit dazwischen liegendem Kalkstein, unten klastische Formationen, oben Carbonate. Dicke etwa 300 m, aber durch Scherung variabel. | zahlreiche Überreste von Trilobiten (Olenellus)                                                                                               |
|                 | unteres Kambrium                    | Zabriskie Quartzite                            | Quarz, hauptsächlich massives trockenes Granulat durch Scherung, 15 - 60 cm dicke Schichten; insgesamt 45 m dick, aber variabel durch Scherung | |
|                 | unteres Kambrium                    | Wood Canyon Formation                          | unten 500 m Quarz, darüber 75 m Schiefer, oben 120 m Dolomit und Quarz | ein paar Olenellus-Trilobiten und Archaeocyathiden                                                                                            |
|                 |                                     | Stirling Quartzite                             | zwischen 30 cm und 240 m dicke Quarz-Schichten, unterbrochen von 150 m rotem Schiefer; maximale Dicke rund 600 m | |
|                 |                                     | Johnnie Formation                              | hauptsächlich Schiefer, teils olivbraun, teils rot; unten 120 m Dolomit und trockener Quarz mit Kieselkonglomerat; örtlich heller Dolomit; mehr als 1200 m dick | |
| Präkambrium     |                                     | Noonday Dolomite                               | im südlichen Panamint Range unbestimmter Dolomit, unten cremefarben, oben grau, 240 m dick; weiter im Norden viel Kalkstein, braun und weiß und etwas Kalksteinkonglomerat, etwa 300 m dick | |
|                 |                                     | Diskordanz                                     | | |
|                 |                                     | Kingston Peak Formation                        | hauptsächlich Konglomerat, Quarz und Schiefer, etwas Kalkstein und trockener Dolomit in der Mitte; mindestens 900 m dick; Zuordnung unsicher | |
|                 |                                     | Beck Spring Dolomite                           | nicht verzeichnet; Aufschlüsse im Westen; blau-grauer Dolomit, rund 152 m dick; unsichere Identifikation | |
|                 | Pahrump Series                      | Crystal Spring Formation                       | nur im Galena Canyon und Süden erkannt; Konglomerat bedeckt mit Quarz, das in roten Schiefer übergeht, oben Dolomit, Diabas und Kieselerde; Talkablagerungen an der Grenze von Diabas und Dolomit; insgesamt rund 600 m dick | |
|                 |                                     | Diskordanz                                     | | |
|                 |                                     | Felsen der kristallinen Basis                  | Metasedimente mit Granit-Einschlüssen | |

## Tabelle der Salze
| Mineral                                | chemische Struktur                         | bekanntes oder wahrscheinliches Vorkommen |
| -------------------------------------- | ------------------------------------------ | --- |
| Halit                                  | NaCl                                       | als Steinsalz grundlegender Bestandteil der Chloride und salzigen Sulfate und Carbonatablagerungen                                                                                     |
| Sylvin                                 | KCl                                        | mit Steinsalz |
| Nahcolith                              | NaH[CO3]                                   | noch nicht identifiziert, eventuell im Winter als Ausblühung, Trona oder Natriumcarbonat im Carbonat des Cottonball Basin                                                              |
| Trona                                  | Na3(HCO3)(CO3)·2H2O                        | Carbonat des Cottonball Basin, vor allem in Marschen |
| Thermonatrit                           | Na2[CO3]·H2O                               | fraglich in den Auen des Badwater Basin, erwartet in den Marschen des Carbonat im Cottonball Basin                                                                                     |
| Soda (Natriumhydrogencarbonat, Natron) | Na2[CO3]·10H2O                             | noch nicht identifiziert, aber v. a. im Winter nach Regen oder hohen Abläufen in Marschen des Carbonate im Cottonball Basin erwartet                                                   |
| Pirssonit                              | Na2Ca[CO3]2·2H2O                           | noch nicht identifiziert, erwartet in Gegenden wo Gaylussit dehydriert |
| Gaylussit                              | Na2Ca[CO3]2·5H2O                           | im Carbonat und den Auen des Badwater Basin |
| Calcit                                 | Ca[CO3]                                    | als klastische Kiesel in Sedimenten unter der Salzpfanne und als scharfe Kristalle im Ton des Carbonat und Sedimenten unter dem Sulfat                                                 |
| Magnesit (Magnesiumcarbonat)           | Mg[CO3]                                    | in künstlich verdunsteten Laugen des Death Valley, in der Salzpfanne noch nicht identifiziert, eventuell im Carbonat des Cottonball Basin                                              |
| Dolomit                                | CaMg[CO3]2                                 | nur als Trümmermineral identifiziert, erwartet im Carbonat |
| Northupit oder Tychit                  | Na3Mg[Cl\|(CO3)2] oder Na6Mg2[SO4\|(CO3)4] | ein isotropes Mineral mit einem Brechungsindex im Bereich von Northupit und Tychit; in salzigen Fazies des Sulfats im Cottonball Basin                                                 |
| Burkeit                                | Na6[CO3\|(SO4)2]                           | Sulfat des Cottonball Basin |
| Thenardit                              | Na2[SO4]                                   | in allen Zonen des Cottonball Basin und in den Sulfatmarschen des Middle und Badwaters Basin                                                                                           |
| Mirabilit                              | Na2[SO4]·10H2O                             | in den Auen des Cottonball Basin unmittelbar nach Winterstürmen |
| Glauberit                              | Na2Ca[SO4]2                                | in Auen außer im mittleren Badwater Basin, im Sulfat des Cottonball Basin |
| Anhydrit                               | Ca[SO4]                                    | bedeckt massiven Gips 2 km nördlich von Badwater, eventuell auch als Ausblühung der Trockenperiode in Auen                                                                             |
| Bassanit                               | Ca[SO4]·½H2O                               | bedeckt massiven Gips an der Westseite des Badwater Basin und als Ausblühung der Trockenperiode in Auen                                                                                |
| Gips                                   | Ca[SO4]·2H2O                               | in Sulfatcaliche, v. a. im Middle und Badwater Basin, in Sulfatmarschen und als massive Ablagerungen im Sulfat                                                                         |
| Hexahydrit                             | Mg[SO4]·6H2O                               | noch nicht identifiziert, erwartet als Dehydrationsprodukt von Epsomit im Chlorid in Auen                                                                                              |
| Epsomit                                | Mg[SO4]·7H2O                               | noch nicht identifiziert, wahrscheinlich als Ausblühung in Auen nach Stürmen und Fluten                                                                                                |
| Blödit                                 | Na2Mg[SO4]2·4H2O                           | eventuell als Ausblühung in Auen im Chlorid |
| Polyhalit                              | K2Ca2Mg[SO4]4·2H2O                         | eventuell in Auen im Chlorid |
| Baryt                                  | Ba[SO4]                                    | noch nicht identifiziert, aber wahrscheinlich im Carbonat und als klastischer Kiesel in Sedimenten unter der Salzpfanne                                                                |
| Coelestin                              | Sr[SO4]                                    | mit massivem Gips |
| Schairerit                             | Na21[F\|Cl\|(SO4)7]                        | noch nicht identifiziert, erwartet im Cottonball Basin und an der Ostseite des Middle Basin                                                                                            |
| Sulfohalit                             | Na6[F\|Cl\|(SO4)2]                         | noch nicht identifiziert, erwartet im Cottonball Basin und an der Ostseite des Middle Basin                                                                                            |
| Kernit                                 | Na2[B4O6(OH)2]·3H2O                        | eventuell im Middle Basin über den Sulfat- und Chloridsalz-Schichten |
| Tincalconit                            | Na6[B4O5(OH)4]3·8H2O                       | eventuell als Dehydrationsprodukt von Borax |
| Borax                                  | Na2[B4O5(OH)4]·8H2O                        | Auen und Marschen im Cottonball Basin |
| Inyoit                                 | Ca[B3O3(OH)5]·4H2O                         | eventuell in Auen des Badwater Basin, aber Vorkommen trotz Röntgen-Untersuchung unsicher                                                                                               |
| Meyerhofferit                          | Ca[B3O3(OH)5]·H2O                          | in allen Zonen des Badwater Basin und in rohem Siltgestein-Salz im Cottonball Basin |
| Colemanit                              | Ca[B3O4(OH)3]·H2O                          | eventuell in den Auen des Badwater Basin, aber Vorkommen trotz Röntgen-Untersuchung unsicher                                                                                           |
| Ulexit                                 | NaCa[B5O6(OH)6]·5H2O                       | in den Auen des Cottonball Basin, auch als „Baumwollball“ bezeichnet |
| Probertit                              | NaCa[B5O7(OH)4]·3H2O                       | ein faseriges Borat mit einem höheren Brechungsindex als Ulexit, in Trockengebieten des Cottonball Basin nach heißen, trockenen Zeiten und als Oberfläche von weichem Siltgestein-Salz |
| Nitronatrit (Nitratin)                 | Na[NO3]                                    | schwache, aber positive chemische Tests |